# Дотсон, Девон
Девон Дотсон (англ. Devon Dotson; род. 2 августа 1999, Чикаго, Иллинойс) — американский профессиональный баскетболист, выступающий за испанский клуб «Ховентут». Играет на позиции разыгрывающего защитника.

## Профессиональная карьера

### Чикаго Буллз (2020—2022)
После того, как Дотсон не был выбран на драфте НБА 2020 года он подписал двухсторонний контракт с клубом НБА «Чикаго Буллз» и фарм-клубом «Чикаго» в Джи-Лиге «Винди-Сити Буллз». Дотсон дебютировал в НБА 1 января 2021 года в матч против «Милуоки Бакс», в котором набрал 4 очка.

### Винди-Сити Буллз (2022)
22 января 2022 года Дотсон перешел в команду Джи-Лиги «Винди-Сити Буллз». Однако 4 февраля он был отчислен. Через три дня Дотсон вновь перешел в «Буллз».

### Кэпитал-Сити Гоу-Гоу (2022)
25 августа 2022 года Дотсон был обменян в «Кэпитал-Сити Гоу-Гоу».

### Вашингтон Уизардс (2022—2023)
20 ноября 2022 года Дотсон подписал двусторонний контракт с командой «Вашингтон Уизардс».

## Статистика

### Статистика в НБА
| Сезон                                                                                    | Команда   | Регулярный сезон | Регулярный сезон | Регулярный сезон | Регулярный сезон | Регулярный сезон | Регулярный сезон | Регулярный сезон | Регулярный сезон | Регулярный сезон | Регулярный сезон | Регулярный сезон | Серия плей-офф | Серия плей-офф | Серия плей-офф | Серия плей-офф | Серия плей-офф | Серия плей-офф | Серия плей-офф | Серия плей-офф | Серия плей-офф | Серия плей-офф | Серия плей-офф |
| Сезон                                                                                    | Команда   | GP               | GS               | MPG              | FG%              | 3P%              | FT%              | RPG              | APG              | SPG              | BPG              | PPG              | GP             | GS             | MPG            | FG%            | 3P%            | FT%            | RPG            | APG            | SPG            | BPG            | PPG            |
| ---------------------------------------------------------------------------------------- | --------- | ---------------- | ---------------- | ---------------- | ---------------- | ---------------- | ---------------- | ---------------- | ---------------- | ---------------- | ---------------- | ---------------- | -------------- | -------------- | -------------- | -------------- | -------------- | -------------- | -------------- | -------------- | -------------- | -------------- | -------------- |
| 2020/21                                                                                  | Чикаго    | 11               | 0                | 4,6              | 52,4             | 14,3             | -                | 0,5              | 0,6              | 0,4              | 0,0              | 2,1              | Не участвовал  | Не участвовал  | Не участвовал  | Не участвовал  | Не участвовал  | Не участвовал  | Не участвовал  | Не участвовал  | Не участвовал  | Не участвовал  | Не участвовал  |
| 2021/22                                                                                  | Чикаго    | 11               | 0                | 7,7              | 47,8             | 22,2             | 55,6             | 0,8              | 1,4              | 0,1              | 0,0              | 2,6              | Не участвовал  | Не участвовал  | Не участвовал  | Не участвовал  | Не участвовал  | Не участвовал  | Не участвовал  | Не участвовал  | Не участвовал  | Не участвовал  | Не участвовал  |
| 2022/23                                                                                  | Вашингтон | 6                | 0                | 8,9              | 10,0             | 25,0             | -                | 1,7              | 1,3              | 0,8              | 0,0              | 0,5              | Не участвовал  | Не участвовал  | Не участвовал  | Не участвовал  | Не участвовал  | Не участвовал  | Не участвовал  | Не участвовал  | Не участвовал  | Не участвовал  | Не участвовал  |
|                                                                                          | Всего     | 28               | 0                | 6,7              | 42,6             | 20,0             | 55,6             | 0,9              | 1,1              | 0,4              | 0,0              | 2,0              | Не участвовал  | Не участвовал  | Не участвовал  | Не участвовал  | Не участвовал  | Не участвовал  | Не участвовал  | Не участвовал  | Не участвовал  | Не участвовал  | Не участвовал  |
| Наведите курсор мыши на аббревиатуры в заголовке таблицы, чтобы прочесть их расшифровку. |           |                  |                  |                  |                  |                  |                  |                  |                  |                  |                  |                  |                |                |                |                |                |                |                |                |                |                |                |

### Статистика в Джи-Лиге
| Сезон                                                                                    | Команда              | Регулярный сезон | Регулярный сезон | Регулярный сезон | Регулярный сезон | Регулярный сезон | Регулярный сезон | Регулярный сезон | Регулярный сезон | Регулярный сезон | Регулярный сезон | Регулярный сезон | Серия плей-офф | Серия плей-офф | Серия плей-офф | Серия плей-офф | Серия плей-офф | Серия плей-офф | Серия плей-офф | Серия плей-офф | Серия плей-офф | Серия плей-офф | Серия плей-офф |
| Сезон                                                                                    | Команда              | GP               | GS               | MPG              | FG%              | 3P%              | FT%              | RPG              | APG              | SPG              | BPG              | PPG              | GP             | GS             | MPG            | FG%            | 3P%            | FT%            | RPG            | APG            | SPG            | BPG            | PPG            |
| ---------------------------------------------------------------------------------------- | -------------------- | ---------------- | ---------------- | ---------------- | ---------------- | ---------------- | ---------------- | ---------------- | ---------------- | ---------------- | ---------------- | ---------------- | -------------- | -------------- | -------------- | -------------- | -------------- | -------------- | -------------- | -------------- | -------------- | -------------- | -------------- |
| 2020/21                                                                                  | Кантон Чардж         | 10               | 10               | 31,4             | 46,7             | 27,3             | 82,4             | 3,8              | 5,6              | 1,4              | 0,2              | 13,0             | Не участвовал  | Не участвовал  | Не участвовал  | Не участвовал  | Не участвовал  | Не участвовал  | Не участвовал  | Не участвовал  | Не участвовал  | Не участвовал  | Не участвовал  |
| 2021/22                                                                                  | Винди-Сити Буллз     | 34               | 33               | 34,4             | 46,2             | 26,3             | 83,5             | 5,4              | 6,8              | 2,2              | 0,3              | 20,8             | Не участвовал  | Не участвовал  | Не участвовал  | Не участвовал  | Не участвовал  | Не участвовал  | Не участвовал  | Не участвовал  | Не участвовал  | Не участвовал  | Не участвовал  |
| 2022/23                                                                                  | Кэпитал-Сити Гоу-Гоу | 41               | 40               | 30,5             | 51,0             | 36,2             | 84,0             | 4,4              | 6,1              | 1,1              | 0,1              | 14,4             | 2              | 2              | 41,2           | 36,7           | 30,0           | 100,0          | 5,0            | 6,5            | 0,5            | 0,0            | 19,5           |
| 2023/24                                                                                  | Кэпитал-Сити Гоу-Гоу | 40               | 25               | 31,3             | 48,6             | 31,0             | 87,7             | 4,8              | 6,1              | 1,6              | 0,2              | 16,1             | Не участвовал  | Не участвовал  | Не участвовал  | Не участвовал  | Не участвовал  | Не участвовал  | Не участвовал  | Не участвовал  | Не участвовал  | Не участвовал  | Не участвовал  |
|                                                                                          | Всего                | 125              | 108              | 31,9             | 48,2             | 30,4             | 85,0             | 4,8              | 6,2              | 1,6              | 0,2              | 16,6             | 2              | 2              | 41,2           | 36,7           | 30,0           | 100,0          | 5,0            | 6,5            | 0,5            | 0,0            | 19,5           |
| Наведите курсор мыши на аббревиатуры в заголовке таблицы, чтобы прочесть их расшифровку. |                      |                  |                  |                  |                  |                  |                  |                  |                  |                  |                  |                  |                |                |                |                |                |                |                |                |                |                |                |

### Статистика в NCAA
| Сезон | Команда | Conf   | Class | GP | GS | MPG  | FG%  | 3P%  | FT%  | RPG | APG | SPG | BPG | PPG  |
| --- | ------- | ------ | ----- | -- | -- | ---- | ---- | ---- | ---- | --- | --- | --- | --- | ---- |
| 2018/19 | Канзас  | Big 12 | FR    | 36 | 36 | 32,4 | 48,2 | 36,3 | 78,2 | 3,7 | 3,5 | 1,4 | 0,1 | 12,3 |
| 2019/20 | Канзас  | Big 12 | SO    | 30 | 30 | 34,9 | 46,8 | 30,9 | 83,0 | 4,1 | 4,0 | 2,1 | 0,1 | 18,1 |
| Всего | Всего   | Всего  | Всего | 66 | 66 | 33,6 | 47,4 | 33,2 | 80,8 | 3,8 | 3,7 | 1,7 | 0,1 | 14,9 |
| Наведите курсор мыши на аббревиатуры в заголовке таблицы, чтобы прочесть их расшифровку Статистика приведена с сайта sports-reference.com |         |        |       |    |    |      |      |      |      |     |     |     |     |      |

### Статистика в других лигах
| Сезон | Команда   | Лига              | GP | GS | MPG  | FG%  | 3P%  | FT%  | RPG | APG | SPG | BPG | PFL | TOV | PPG  |
| --- | --------- | ----------------- | -- | -- | ---- | ---- | ---- | ---- | --- | --- | --- | --- | --- | --- | ---- |
| 2023/24 | Обрадойро | Чемпионат Испании | 9  | 7  | 25,1 | 45,5 | 39,5 | 85,7 | 2,9 | 2,7 | 1,4 | 0,0 | 3,2 | 1,8 | 13,0 |
| Всего | Всего     | Всего             | 9  | 7  | 25,1 | 45,5 | 39,5 | 85,7 | 2,9 | 2,7 | 1,4 | 0,0 | 3,2 | 1,8 | 13,0 |
| Наведите курсор мыши на аббревиатуры в заголовке таблицы, чтобы прочесть их расшифровку Статистика приведена с сайта basketball.realgm.com |           |                   |    |    |      |      |      |      |     |     |     |     |     |     |      |